# هوماگاما
هوماگاما (به لاتین: Homagama) یک منطقهٔ مسکونی در سری‌لانکا است که در ناحیه کلمبو واقع شده‌است. هوماگاما ۲۳۶٬۱۷۹ نفر جمعیت دارد.